# Fortuneo-Vital Concept/2016
Deze pagina geeft een overzicht van de Fortuneo-Vital Concept wielerploeg in  2016.

## Algemeen
Algemeen manager: Emmanuel Hubert
Ploegleiders: Emmanuel Hubert, Franck Renimel, Roger Trehin, Sébastien Hinault
Fietsmerk: LOOK

## Transfers
| Inkomend             | Team 2015                        | Uitgaand           | Team 2016                    |
| -------------------- | -------------------------------- | ------------------ | ---------------------------- |
| Vegard Breen         | Lotto Soudal                     | Christophe Laborie | Delko Marseille Provence KTM |
| Boris Vallée         | Lotto Soudal                     | Matthieu Boulo     | Team Raleigh GAC             |
| Francis Mourey       | FDJ                              | Romain Feillu      | HP BTP-Auber 93              |
| Chris Anker Sørensen | Tinkoff-Saxo                     | Florian Guillou    | Gestopt                      |
| Julien Loubet        | Team Marseille 13 KTM            |                    |                              |
| Steven Tronet        | Auber 93                         |                    |                              |
| Franck Bonnamour     | Brest Iroise Cyclisme 2000+Stage |                    |                              |

## Renners
| Naam                 | Geboortedatum | Nationaliteit       | Ploeg 2015                       |
| -------------------- | ------------- | ------------------- | -------------------------------- |
| Jean-Marc Bideau     | 08-04-1984    | Frankrijk           |                                  |
| Franck Bonnamour     | 20-06-1995    | Frankrijk           | Brest Iroise Cyclisme 2000+Stage |
| Vegard Breen         | 08-02-1990    | Noorwegen           | Lotto Soudal                     |
| Frédéric Brun        | 18-08-1988    | Frankrijk           |                                  |
| Maxime Cam           | 09-07-1992    | Frankrijk           |                                  |
| Anthony Delaplace    | 11-09-1989    | Frankrijk           |                                  |
| Pierrick Fédrigo     | 30-11-1978    | Frankrijk           |                                  |
| Brice Feillu         | 26-07-1985    | Frankrijk           |                                  |
| Armindo Fonseca      | 01-05-1989    | Frankrijk           |                                  |
| Arnaud Gérard        | 06-10-1984    | Frankrijk           |                                  |
| Jonathan Hivert      | 30-03-1985    | Frankrijk           |                                  |
| Jawhen Hoetarovitsj  | 29-11-1983    | Wit-Rusland         |                                  |
| Benoît Jarrier       | 01-02-1989    | Frankrijk           |                                  |
| Kévin Ledanois       | 13-07-1993    | Frankrijk           |                                  |
| Julien Loubet        | 11-01-1985    | Frankrijk           | Team Marseille 13 KTM            |
| Daniel McLay         | 03-01-1992    | Verenigd Koninkrijk |                                  |
| Francis Mourey       | 08-12-1980    | Frankrijk           | FDJ                              |
| Pierre-Luc Périchon  | 04-01-1987    | Frankrijk           |                                  |
| Eduardo Sepúlveda    | 13-06-1991    | Argentinië          |                                  |
| Chris Anker Sørensen | 05-09-1984    | Denemarken          | Tinkoff-Saxo                     |
| Steven Tronet        | 14-10-1986    | Frankrijk           | Auber 93                         |
| Florian Vachon       | 02-01-1985    | Frankrijk           |                                  |
| Boris Vallée         | 03-06-1993    | België              | Lotto Soudal                     |

## Overwinningen
Ronde van San Luis
4e etappe: Eduardo Sepúlveda
La Tropicale Amissa Bongo
7e etappe: Jawhen Hoetarovitsj
GP Denain
Winnaar: Daniel McLay
Ronde van Bretagne
2e etappe: Boris Vallée
5e etappe: Boris Vallée
Grote Prijs van de Somme
Winnaar: Daniel McLay
Ronde de l'Oise
3e etappe: Boris Vallée
Ronde van Savoie
3e etappe: Pierre-Luc Périchon
Ronde van Wallonië
2e etappe: Boris Vallée
Mannen: 2005 · 2006 · 2007 · 2008 · 2009 · 2010 · 2011 · 2012 · 2013 · 2014 · 2015 · 2016 · 2017 · 2018 · 2019 · 2020 · 2021 · 2022 · 2023 · 2024 · 2025
Vrouwen: 2020 · 2021 · 2022 · 2023 · 2024 · 2025